# インディラ・ガンディー
インディラ・プリヤダルシニー・ガンディー（Indira Priyadarshini Gandhi、इंदिरा प्रियदर्शिनी गाँधी、1917年11月19日 - 1984年10月31日）は、インドの政治家で第5代、8代首相。日本語ではガンジーとも表記される。
インド初の女性首相。父はインドの初代首相であるジャワハルラール・ネルー。息子に第9代首相を務めたラジーヴ・ガンディー、及びサンジャイ・ガンディーがおり、この政治家一族は「ネルー・ガンディー王朝」と呼ばれるようになった。なお、マハトマ・ガンディーとの血縁関係はない。

## 経歴

### 首相になるまで

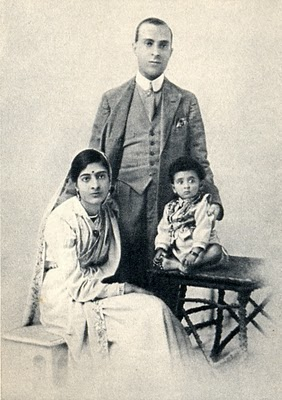
1918年。父ネルー、母カマラとともに

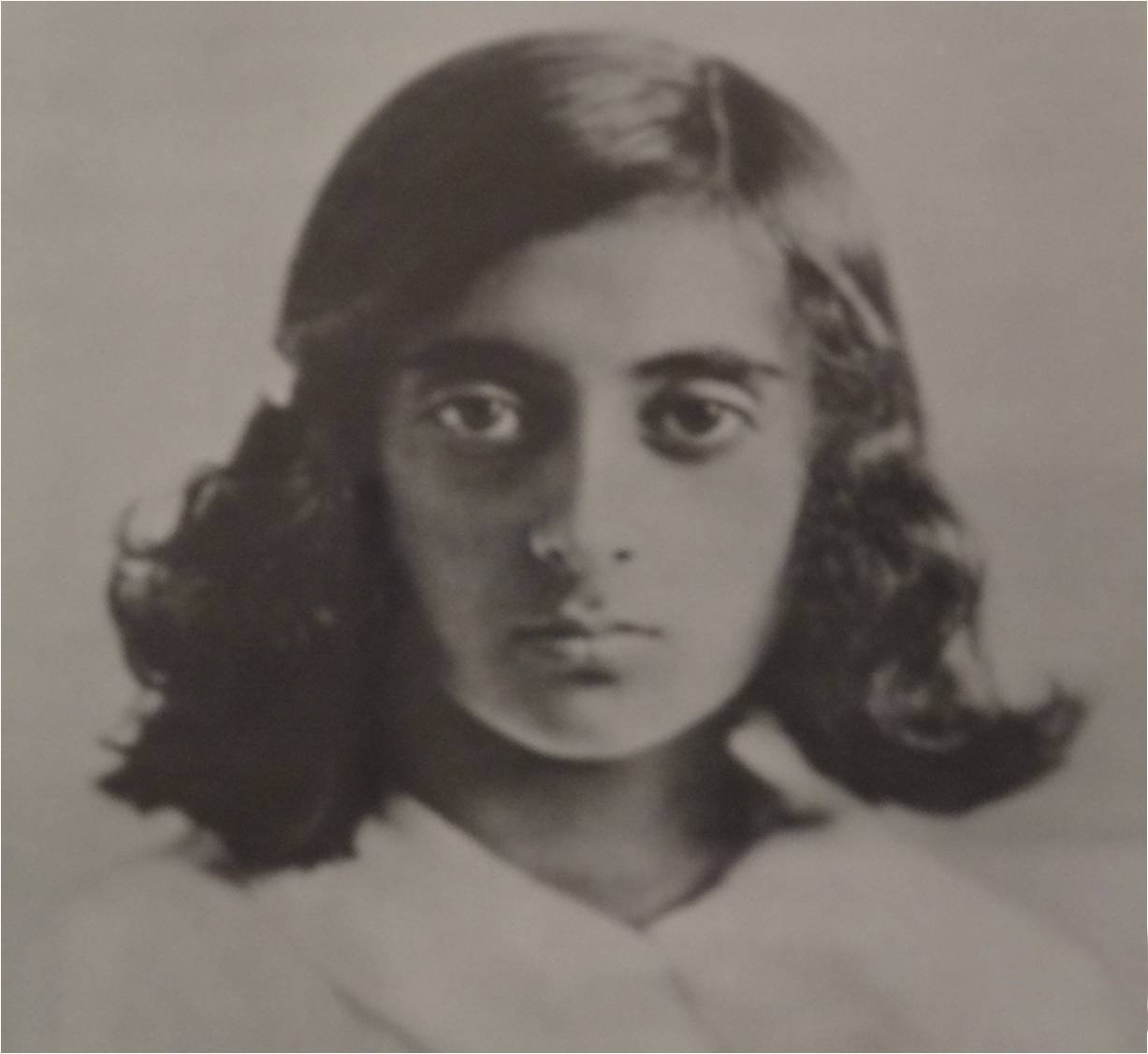
少女時代のインディラ

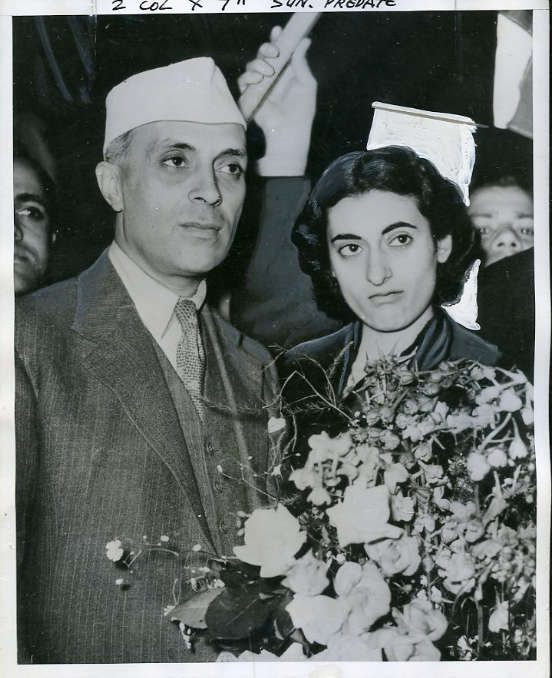
1946年。父のネルーとともに

1917年、イラーハーバードで父ジャワハルラール・ネルーと母カマラの間に一人娘として生まれた。インディラの家庭は富裕なバラモン階級の家柄であった。ネルーはインディラの生まれたころからインド国民会議派の独立運動家として活動するようになる。インディラの祖父（ネルーの父）であるモーティーラール・ネルーも国民会議派の独立運動家だった。
インディラは父ネルーが独立運動に従事し、何度も投獄されるのを目の当たりにしながら幼少期を過ごす。なお、ネルーの著書『父が子に語る世界歴史』は、独立闘争で獄中にあった彼が、娘であるインディラに書き送った手紙が基になっている。
1930年代後半にイギリスに渡ってオックスフォード大学サマーヴィル・カレッジで学んだ。インドに帰郷後、1942年にゾロアスター教徒である パールシー(ペルシャ系インド人)のフェローズ・ガンディーと結婚、フェローズは政治的理由からガンディー姓に改姓していた。
1947年にインドが独立すると、夫フェローズは国会議員として活動するようになる。しかし夫婦はすれ違うようになり関係が悪化する。フェローズが1957年の総選挙の直後に病に倒れると、インディラは献身的に介護を行い、関係が改善するが、それも長くは続かず、1960年にフェローズは死亡した。
インディラは1959年にインド国民会議総裁に就任し、政治の表舞台に姿を現す。ただしインディラは総裁職を1年で退任している。
1964年5月27日、ネルーが首相在任中に死去。その娘であるインディラは父の支持者から政界に進出するよう圧力を受け、ラール・バハードゥル・シャーストリー内閣の情報放送大臣に就任した。

### 首相（第一次、第二次）

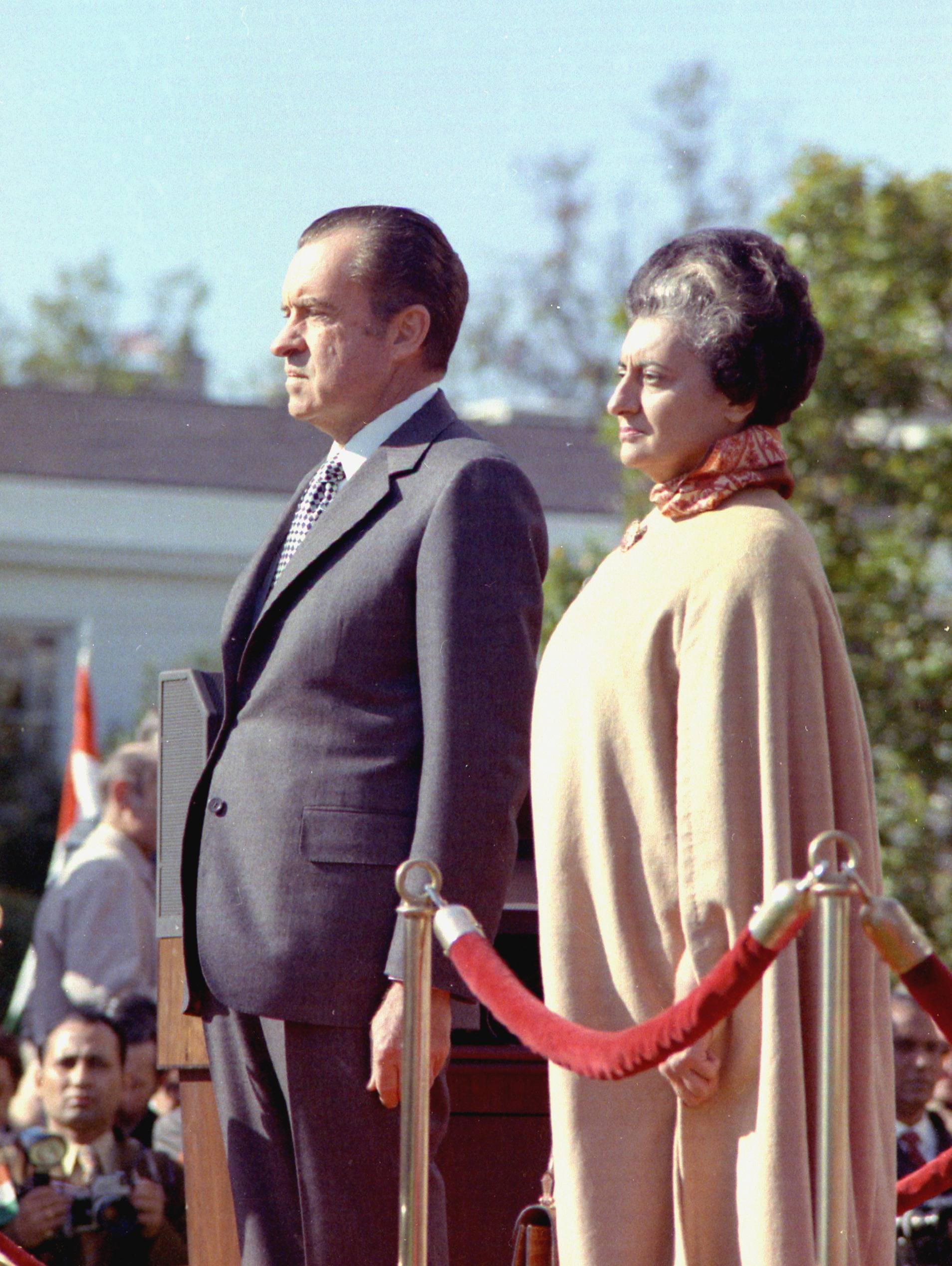
インディラ・ガンディーとリチャード・ニクソン

シャーストリーが1966年に心臓発作により急死すると、インディラを首相にしようとする動きが起こり、インド国民会議の全員会議で投票が行われた結果、ジャナタ党のモラルジー・デーサーイーを破って首相に就任した。組閣前、インディラはいわばお飾り大臣であり、実権は党内の有力政治家が握ると予想されたが、彼女は強力な指導力を発揮していく。
当時食糧危機に瀕していたインドは世界銀行から融資を得るため、世界銀行の条件を呑んで1966年6月にインド・ルピーの切り下げを行ったが、パキスタンとの関係悪化を理由にアメリカ合衆国からの援助が打ち切られると、世界銀行もこれに同調して融資を大幅に削減した。このためインドの世論が反米・反世界銀行的な色彩を帯びてくると、インディラはアメリカと距離を置いて社会主義的な路線を推し進め、1969年には商業銀行大手14行の国有化を行った。この政策をめぐりインド国民会議は社会主義路線を採るインディラ派とそれに反発する反インディラ派に分裂する。そして食糧危機克服のためだけでなく食糧自給による諸外国からの自立も目的として緑の革命を推進した。
1971年には東パキスタンのパキスタンからの独立運動に武力介入して第三次印パ戦争を引き起こした。アメリカがパキスタンを支援したものの、インディラはソ連と接近し、印ソ平和友好協力条約を締結して支援を受け戦争に勝利した。終戦後、パキスタンのズルフィカール・アリー・ブットー大統領と交渉し、1972年のシムラー協定で東パキスタンをバングラデシュとして独立させることをパキスタンに認めさせた。
1971年の総選挙では「貧困の追放」を掲げてインド国民会議の議席数を伸ばすことに成功したが、この選挙でインド国民会議の選挙違反が指摘され、1975年にイラーハーバード高等裁判所が選挙違反を認め、インディラに有罪の判決を下して議員資格停止を決定すると、これに対抗してインド全国に非常事態令を宣言し、反対勢力を強権で排除して野党党員を多数逮捕・入獄させた。非常事態令は7ヵ月後停止された。インディラは支持が得られるものと思って1977年に総選挙を行ったが、「反・インディラ」を旗印にデサーイーを中心として急きょ結成されたジャナタ党が第一党となり、インド国民会議は惨敗した。インディラ自身も落選している。観測筋が驚いたことに、与党内の反対にもかかわらず、インディラは政権を譲った。

### 下野
ジャナタ党政権が発足すると一時は政界引退を表明したが、1978年10月にカルナータカ州チッカマガルール県で行われた下院補欠選挙に立候補するなど、政権時代に政策面で優遇した南インドを基盤に復権を目指した。インディラは次男のサンジャイ・ガンディーとともに逮捕されてしまうが、インディラに対する同情心を生むことになった。また、ジャナタ党政権は「反・インディラ」の旗印だけで団結していたため、政権運営が続くにつれ党が分裂し、政権が崩壊した。これらの要因はインディラにとって追い風となり、1980年の総選挙でインド国民会議は政権を奪還し、インディラは再び首相に就任した。

### 暗殺

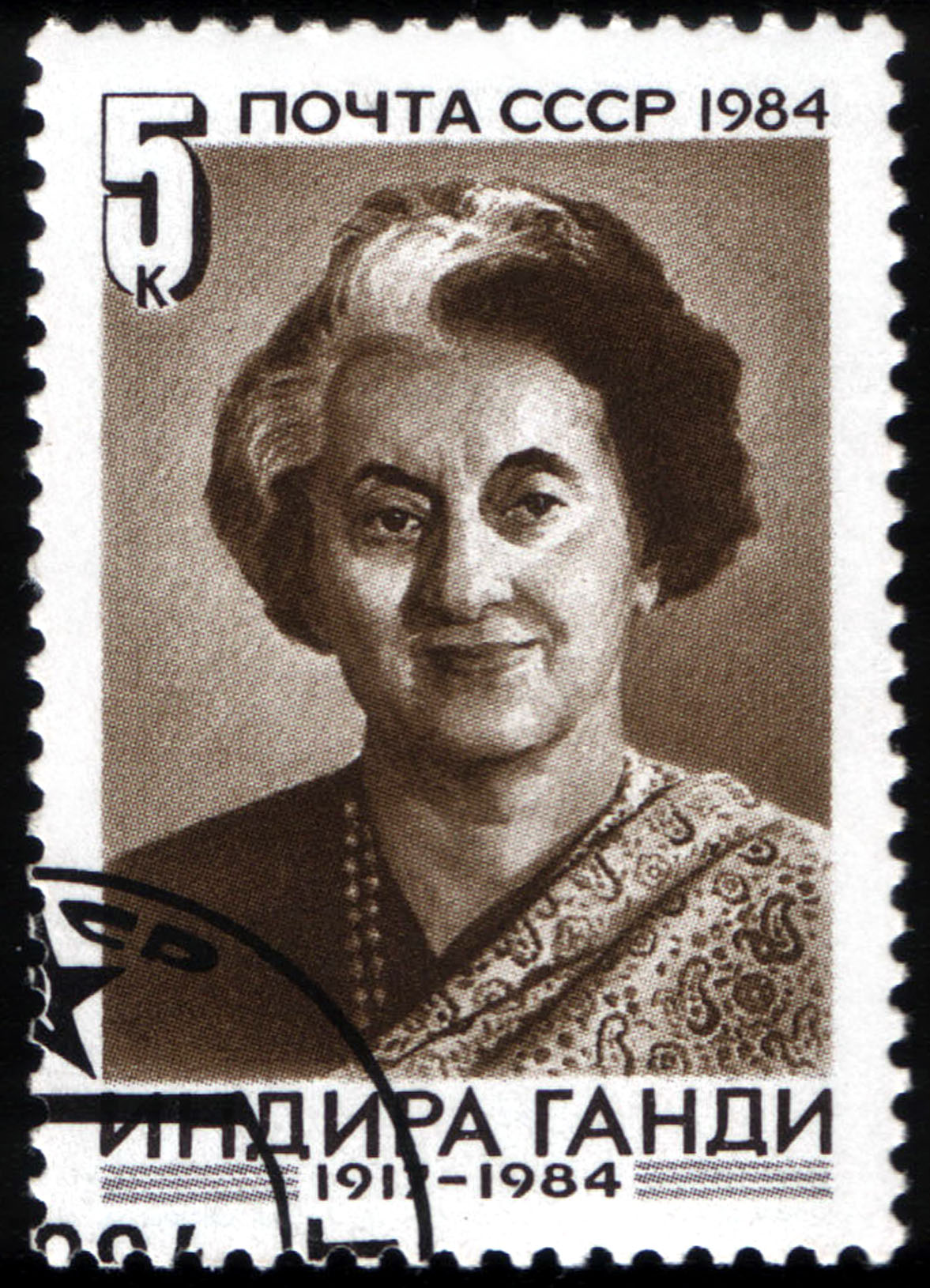
1984年にソ連で発行された記念切手

1984年6月、インディラはシク教分離主義者の殲滅を目的とするブルースター作戦の実行を軍に指令し、シク教の聖地、黄金寺院を攻撃させた。この攻撃ではシク教分離主義運動の指導者であるジャルネイル・シン・ビンドランワレが死亡し、作戦は成功裏に終わったが、シク教徒からの激しい反発を招くことになった。同年10月31日、インディラは俳優のピーター・ユスティノフからインタビューを受けながら歩いている途中、2人のシク教徒の警護警官により銃撃を受け、病院に搬送される途中で死亡し暗殺された。犯人のうち一人はその場で射殺され、もう一人は逮捕されて共犯者と共に1989年に絞首刑に処されている。インディラの死後、インド国民会議の政治家の煽動によって反シク教暴動が発生している。インディラの後任の首相には長男のラジーヴが就いたが、彼もまた1991年に暗殺されたため、「ガンディー家の悲劇」と呼ばれた。

## 備考
- 1949年9月、「象が見たい」という子供たちの願いに応えて、上野動物園に当時のインドの首相であるネール首相から、娘のインディラ・ガンジー（後のインド首相）の「インディラ」という名を付けた象が贈られた。インディラは1983年に49歳で上野動物園で死亡した。

- 原作 梶原一騎の漫画　愛と誠の冒頭にはネール元首相が獄中から娘『インディラ』に送った手紙が引用され、それに含まれる「愛」と「誠（誠実）」という言葉がタイトルの由来にもなっている（梶原一騎による創作説もある）。